# Ecnomus yabbura
Ecnomus yabbura là một loài Trichoptera trong họ Ecnomidae. Chúng phân bố ở miền Australasia.